# Pharnacia kalag
Pharnacia kalag är en insektsart som beskrevs av Oliver Zompro 2005. Pharnacia kalag ingår i släktet Pharnacia och familjen Phasmatidae. Inga underarter finns listade i Catalogue of Life.